# 口向
口向（くちむき）とは、江戸時代において朝廷の経理・総務業務を掌った部門のこと。

## 概要
本来の意味は、宮廷の施設を3つに分けたうちの1つで、天皇が日常の生活を行う「奥」、朝儀や公事を行う「表」とは別の裏方もしくは事務方とでも呼ぶべき業務を行っていた部分を指し、その業務のことも指した。
具体的には金銭・米穀の出納、調度品の調達、供御の調理・配膳、小規模な営繕、門や倉庫や庭園などの警固・管理、各方面への使者その他の雑務を指した。
江戸時代の朝廷の口向は口向役人と呼ばれる地下官人や侍が務め、江戸幕府から派遣された禁裏附がこれを監督していた。ところが安永2年（1773年）に「安永の御所騒動」と称された口向役人による大規模な不正が発覚して多数が処分された。このため、以後口向役人の主だった職には幕臣が派遣されて就くようになった。